# Aplomya integra
Aplomya integra là một loài ruồi trong họ Tachinidae.